# Кузавка (Влодавский повет)
Кузавка (пол. Kuzawka) — деревня в Влодавском повете Люблинского воеводства Польши. Входит в состав гмины Ханна. По данным переписи 2011 года, в деревне проживало 291 человек.

## География
Деревня расположена на востоке Польши, на левом берегу реки Западный Буг, вблизи государственной границы с Белоруссией, на расстоянии приблизительно 21 километра к северу от города Влодавы, административного центра повета. Абсолютная высота — 153 метра над уровнем моря. К западу от населённого пункта проходит региональная автодорога 816.

## История
В конце XVIII века входила в состав Брестского повета Берестейского воеводства Великого княжества Литовского.
По данным на 1827 год имелось 49 дворов и проживало 337 человек. Согласно «Справочной книжке Седлецкой губернии на 1875 год» деревня входила в состав гмины Словатыче Бельского уезда Седлецкой губернии.
В период с 1975 по 1998 годы деревня входила в состав Бяльскоподляского воеводства.

## Население
Демографическая структура по состоянию на 31 марта 2011 года:
|         | Всего | До трудоспособного возраста | Трудоспособного возраста | Старше трудоспособного возраста |
| ------- | ----- | --------------------------- | ------------------------ | ------------------------------- |
| Мужчины | 151   | 31                          | 99                       | 21                              |
| Женщины | 140   | 20                          | 73                       | 47                              |
| Всего   | 291   | 51                          | 172                      | 68                              |